# 勞爾·萊昂尼
勞爾·萊昂尼（Raúl Leoni，1905年4月26日—1972年7月5日），委內瑞拉政治人物，民主行動黨成員，1964年至1969年擔任委內瑞拉總統。

## 生平
勞爾·萊昂尼畢業於委内瑞拉中央大学，畢業後是一位律師。1945年至1948年出任委內瑞拉勞工部長。